# Dix-septième district congressionnel du Texas
Le 17e district congressionnel du Texas comprend une bande du centre du Texas et du Deep East Texas qui s'étend de Nacogdoches à Waco et Round Rock, y compris le ranch du Comté de McLennan de l'ancien Président George W. Bush,. Le district est actuellement représenté par le Républicain Pete Sessions.
De 2005 à 2013, c'était un district oblong s'étendant du sud du Comté de Tarrant au Comté de Grimes au sud-est. Le redécoupage de 2012 a rendu sa zone plus carrée, supprimant les parties nord et sud-est, ajoutant des zones au sud-ouest dans la banlieue nord d'Austin et à l'est dans les comtés de Freestone et Leon. Le district comprenait deux grandes universités, la Texas A&M University à College Station et la Baylor University à Waco.
Avant 2005, le district s'étendait de la région d'Abilene jusqu'aux franges extérieures ouest du Metroplex de Dallas-Fort Worth.

## Histoire
Après le redécoupage du Texas en 2003, organisé par l'ancien leader de la majorité parlementaire Tom DeLay, le TX-17 était (avec MS-4) le district le plus Républicain du pays à être représenté par un Démocrate, selon le CPVI, qui l'a noté R+20. Le district a été dessiné pour le rendre dominé par les républicains et renverser son Représentant sortant de longue date, le Démocrate conservateur Chet Edwards. Alors que plusieurs de ses collègues ont été battus par les Républicains en 2004, Edwards a conservé son siège lors des élections de 2004, 2006 et 2008.
Mais lors des élections au Congrès de 2010, le district a élu le Républicain Bill Flores plutôt que Edwards avec une marge de 61,8 % contre 36,6 %. Flores a été le premier Républicain à être élu pour représenter le district depuis sa création en 1919. Flores a pris sa retraite après cinq mandats et l'ancien Représentant du 32e district du Texas, Pete Sessions, originaire de Waco, a été élu en 2020.
Après l'adoption de la législation sur les droits civiques et d'autres changements, à la fin du 20e et au début du 21e siècle, les conservateurs blancs ont commencé à se tourner vers le Parti Républicain du Texas. Ils ont d’abord soutenu les candidats à la présidentielle, puis progressivement davantage de républicains aux postes locaux, étatiques et nationaux, ce qui a abouti au changement de représentation des partis en 2010.

## Historique de vote
| Année | Poste     | Résultats              |
| ----- | --------- | ---------------------- |
| 2000  | Président | Bush 70,0 % – 28,0 %   |
| 2004  | Président | Bush 70,0 % – 30,0 %   |
| 2008  | Président | McCain 67,0 % – 32,0 % |
| 2012  | Président | Romney 60,0 % – 38,0 % |
| 2016  | Président | Trump 56,0 % – 38,0 %  |
| 2020  | Président | Trump 55,0 % – 44,0 %  |

## Liste des Représentants du district
| Membre                          | Parti       | Années                            | Congrès     | Histoire électorale |
| ------------------------------- | ----------- | --------------------------------- | ----------- | --- |
| District établit le 4 mars 1919 |             |                                   |             | |
| Thomas L. Blanton (en)          | Démocrate   | 4 mars 1919 - 3 mars 1929         | 66e - 70e   | Redécoupage depuis le 16e district et réélu en 1918. Réélu en 1920. Réélu en 1922. Réélu en 1924. Réélu en 1926. Retrait pour se présenter comme Sénateur des États-Unis (perd sa nomination)                                                            |
| Robert Q. Lee (en)              | Démocrate   | 4 mars 1929 - 18 avril 1930       | 70e         | Élu en 1928. Décès. |
| Vacant                          | Vacant      | 18 avril 1930 - 20 mai 1930       | 70e         | |
| Thomas L. Blanton (en)          | Démocrate   | 20 mai 1930 - 3 janvier 1937      | 71e - 74e   | Élu pour terminer le mandat de Lee. Réélu en 1932. Réélu en 1934. Perd sa renomination. |
| Clyde L. Garrett (en)           | Démocrate   | 3 janvier 1937 - 3 janvier 1941   | 75e , 76e   | Élu en 1936. Réélu en 1938. Perd sa renomination. |
| Sam M. Russell (en)             | Démocrate   | 3 janvier 1941 - 3 janvier 1947   | 77e - 79e   | Élu en 1940. Réélu en 1942. Réélu en 1944. Retrait. |
| Omar Burleson (en)              | Démocrate   | 3 janvier 1947 - 31 décembre 1978 | 80e - 95e   | Élu en 1946. Réélu en 1948. Réélu en 1950. Réélu en 1952. Réélu en 1954. Réélu en 1956. Réélu en 1958. Réélu en 1960. Réélu en 1962. Réélu en 1964. Réélu en 1968. Réélu en 1970. Réélu en 1972. Réélu en 1974. Réélu en 1976. Retrait mais démissionne. |
| Vacant                          | Vacant      | 31 décembre 1978 - 3 janvier 1979 | 95e         | |
| Charles Stenholm (en)           | Démocrate   | 3 janvier 1979 - 3 janvier 2005   | 96e - 108e  | Élu en 1978. Réélu en 1980. Réélu en 1982. Réélu en 1984. Réélu en 1986. Réélu en 1988. Réélu en 1990. Réélu en 1992. Réélu en 1994. Réélu en 1996. Réélu en 1998. Réélu en 2000. Réélu en 2002. Redécoupage vers le 19e district et perd sa réélection. |
| Chet Edwards (en)               | Démocrate   | 3 janvier 2005 - 3 janvier 2011   | 109e - 111e | Redécoupage depuis le 11e district et réélu en 2004. Réélu en 2006. Réélu en 2008. Perd sa réélection. |
| Bill Flores                     | Républicain | 3 janvier 2011 - 3 janvier 2021   | 112e - 116e | Élu en 2010. Réélu en 2012.Réélu en 2014. Réélu en 2016. Réélu en 2018. Retrait. |
| Pete Sessions                   | Républicain | 3 janvier 2021 - Présent          | 117e - 119e | Élu en 2020. Réélu en 2022. Réélu en 2024. |

## Résultats des récentes élections
Voici les résultats des dix précédents cycles électoraux dans le district.

## Frontières historiques du district

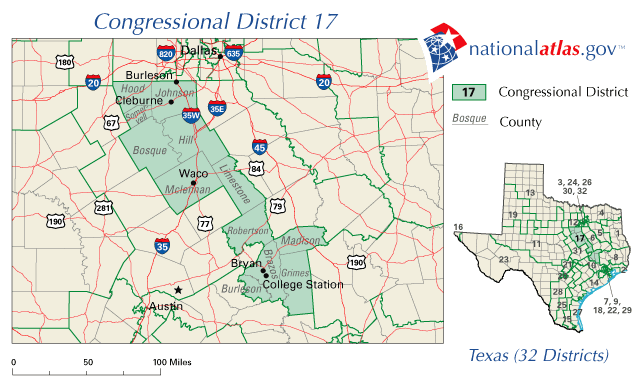
2007 - 2013

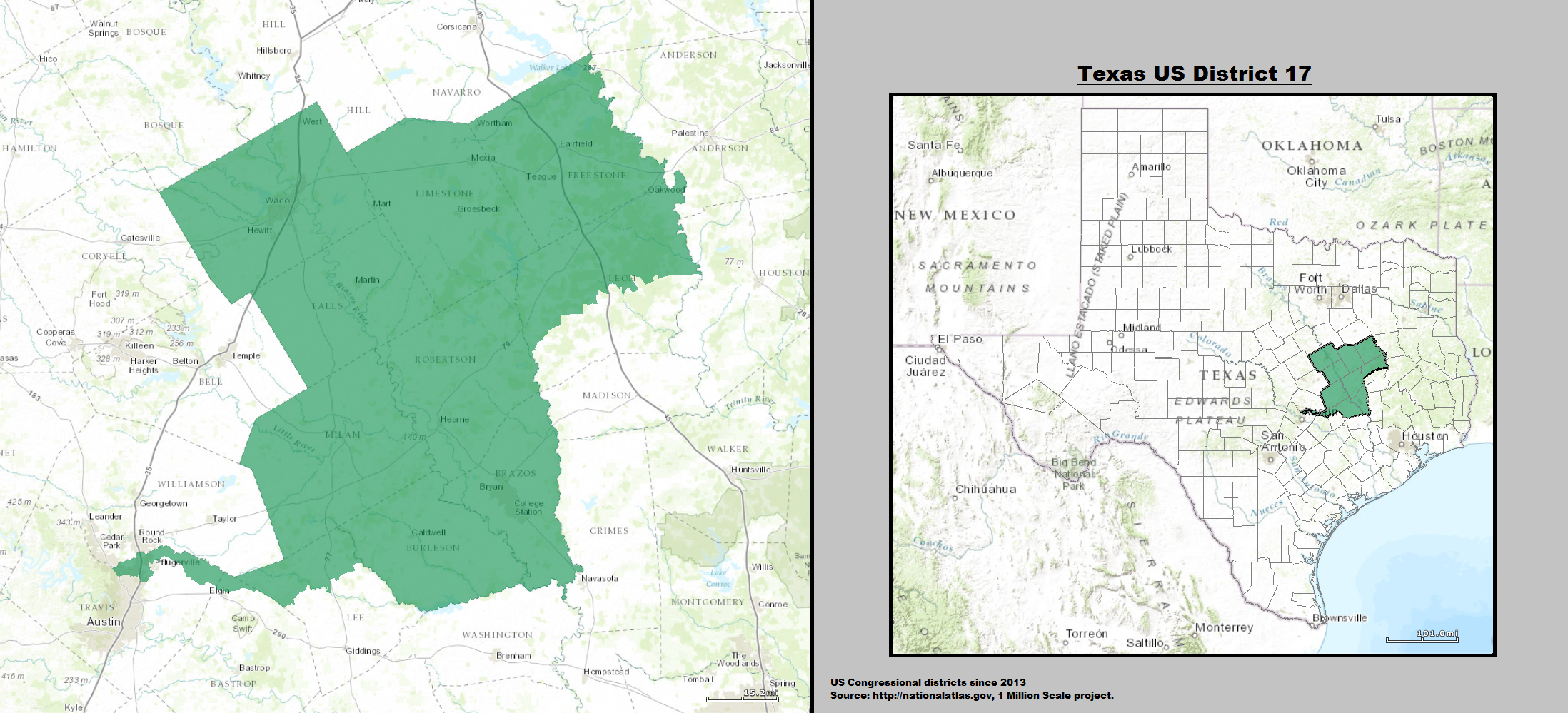
2013 - 2023

### 2004
| Élection de 2004 du 17e district congressionnel du Texas | Élection de 2004 du 17e district congressionnel du Texas | Élection de 2004 du 17e district congressionnel du Texas | Élection de 2004 du 17e district congressionnel du Texas | Élection de 2004 du 17e district congressionnel du Texas |
| -------------------------------------------------------- | -------------------------------------------------------- | -------------------------------------------------------- | -------------------------------------------------------- | -------------------------------------------------------- |
| Parti                                                    | Parti                                                    | Candidat                                                 | Votes                                                    | %                                                        |
|                                                          | Démocrate                                                | Chet Edwards (en)                                        | 125 309                                                  | 51,20                                                    |
|                                                          | Républicain                                              | Arlene Wohlgemuth                                        | 116 049                                                  | 47,41                                                    |
|                                                          | Libertarien                                              | Clyde Garland                                            | 3390                                                     | 1,39                                                     |
| Total des votes                                          | Total des votes                                          | Total des votes                                          | 244 748                                                  | 100 %                                                    |
|                                                          | Les Démocrates conservent                                |                                                          |                                                          |                                                          |

### 2006
| Élection de 2006 du 17e district congressionnel du Texas | Élection de 2006 du 17e district congressionnel du Texas | Élection de 2006 du 17e district congressionnel du Texas | Élection de 2006 du 17e district congressionnel du Texas | Élection de 2006 du 17e district congressionnel du Texas |
| -------------------------------------------------------- | -------------------------------------------------------- | -------------------------------------------------------- | -------------------------------------------------------- | -------------------------------------------------------- |
| Parti                                                    | Parti                                                    | Candidat                                                 | Votes                                                    | %                                                        |
|                                                          | Démocrate                                                | Chet Edwards (en) (sortant)                              | 92 478                                                   | 58,12                                                    |
|                                                          | Républicain                                              | Van Taylor                                               | 64 142                                                   | 40,30                                                    |
|                                                          | Libertarien                                              | Guillermo Acosta                                         | 2504                                                     | 1,58                                                     |
| Total des votes                                          | Total des votes                                          | Total des votes                                          | 159 124                                                  | 100 %                                                    |
|                                                          | Les Démocrates conservent                                |                                                          |                                                          |                                                          |

### 2008
| Élection de 2008 du 17e district congressionnel du Texas | Élection de 2008 du 17e district congressionnel du Texas | Élection de 2008 du 17e district congressionnel du Texas | Élection de 2008 du 17e district congressionnel du Texas | Élection de 2008 du 17e district congressionnel du Texas |
| -------------------------------------------------------- | -------------------------------------------------------- | -------------------------------------------------------- | -------------------------------------------------------- | -------------------------------------------------------- |
| Parti                                                    | Parti                                                    | Candidat                                                 | Votes                                                    | %                                                        |
|                                                          | Démocrate                                                | Chet Edwards (en) (sortant)                              | 134 592                                                  | 52,98                                                    |
|                                                          | Républicain                                              | Rob Curnock                                              | 115 581                                                  | 45,51                                                    |
|                                                          | Libertarien                                              | Gardner C. Osbourne                                      | 3849                                                     | 1,51                                                     |
| Total des votes                                          | Total des votes                                          | Total des votes                                          | 254 022                                                  | 100 %                                                    |
|                                                          | Les Démocrates conservent                                |                                                          |                                                          |                                                          |

### 2010
| Élection de 2012 du 17e district congressionnel du Texas | Élection de 2012 du 17e district congressionnel du Texas | Élection de 2012 du 17e district congressionnel du Texas | Élection de 2012 du 17e district congressionnel du Texas | Élection de 2012 du 17e district congressionnel du Texas |
| -------------------------------------------------------- | -------------------------------------------------------- | -------------------------------------------------------- | -------------------------------------------------------- | -------------------------------------------------------- |
| Parti                                                    | Parti                                                    | Candidat                                                 | Votes                                                    | %                                                        |
|                                                          | Républicain                                              | Bill Flores                                              | 106 275                                                  | 61,79                                                    |
|                                                          | Démocrate                                                | Chet Edwards (en) (sortant)                              | 62 926                                                   | 36,59                                                    |
|                                                          | Libertarien                                              | Richard Kelly                                            | 2787                                                     | 1,62                                                     |
| Total des votes                                          | Total des votes                                          | Total des votes                                          | 171 988                                                  | 100 %                                                    |
|                                                          | Les Républicains prennent aux Démocrates                 |                                                          |                                                          |                                                          |

### 2012
| Élection de 2012 du 17e district congressionnel du Texas | Élection de 2012 du 17e district congressionnel du Texas | Élection de 2012 du 17e district congressionnel du Texas | Élection de 2012 du 17e district congressionnel du Texas | Élection de 2012 du 17e district congressionnel du Texas |
| -------------------------------------------------------- | -------------------------------------------------------- | -------------------------------------------------------- | -------------------------------------------------------- | -------------------------------------------------------- |
| Parti                                                    | Parti                                                    | Candidat                                                 | Votes                                                    | %                                                        |
|                                                          | Républicain                                              | Bill Flores (sortant)                                    | 143 284                                                  | 79,93                                                    |
|                                                          | Libertarien                                              | Ben Easton                                               | 35 978                                                   | 20,07                                                    |
| Total des votes                                          | Total des votes                                          | Total des votes                                          | 179 262                                                  | 100 %                                                    |
|                                                          | Les Républicains conservent                              |                                                          |                                                          |                                                          |

### 2014
| Élection de 2014 du 17e district congressionnel du Texas | Élection de 2014 du 17e district congressionnel du Texas | Élection de 2014 du 17e district congressionnel du Texas | Élection de 2014 du 17e district congressionnel du Texas | Élection de 2014 du 17e district congressionnel du Texas |
| -------------------------------------------------------- | -------------------------------------------------------- | -------------------------------------------------------- | -------------------------------------------------------- | -------------------------------------------------------- |
| Parti                                                    | Parti                                                    | Candidat                                                 | Votes                                                    | %                                                        |
|                                                          | Républicain                                              | Bill Flores (sortant)                                    | 85 807                                                   | 64,58                                                    |
|                                                          | Démocrate                                                | Nick Haynes                                              | 43 049                                                   | 32,4                                                     |
|                                                          | Libertarien                                              | Shawn Michael Hamilton                                   | 4009                                                     | 3,02                                                     |
| Total des votes                                          | Total des votes                                          | Total des votes                                          | 132 865                                                  | 100 %                                                    |
|                                                          | Les Républicains conservent                              |                                                          |                                                          |                                                          |

### 2016
| Élection de 2016 du 17e district congressionnel du Texas | Élection de 2016 du 17e district congressionnel du Texas | Élection de 2016 du 17e district congressionnel du Texas | Élection de 2016 du 17e district congressionnel du Texas | Élection de 2016 du 17e district congressionnel du Texas |
| -------------------------------------------------------- | -------------------------------------------------------- | -------------------------------------------------------- | -------------------------------------------------------- | -------------------------------------------------------- |
| Parti                                                    | Parti                                                    | Candidat                                                 | Votes                                                    | %                                                        |
|                                                          | Républicain                                              | Bill Flores (sortant)                                    | 149 417                                                  | 60,81                                                    |
|                                                          | Démocrate                                                | William Matta                                            | 86 603                                                   | 35,24                                                    |
|                                                          | Libertarien                                              | Clark Patterson                                          | 9708                                                     | 3,95                                                     |
| Total des votes                                          | Total des votes                                          | Total des votes                                          | 245 728                                                  | 100 %                                                    |
|                                                          | Les Républicains conservent                              |                                                          |                                                          |                                                          |

### 2018
| Élection de 2018 du 17e district congressionnel du Texas | Élection de 2018 du 17e district congressionnel du Texas | Élection de 2018 du 17e district congressionnel du Texas | Élection de 2018 du 17e district congressionnel du Texas | Élection de 2018 du 17e district congressionnel du Texas |
| -------------------------------------------------------- | -------------------------------------------------------- | -------------------------------------------------------- | -------------------------------------------------------- | -------------------------------------------------------- |
| Parti                                                    | Parti                                                    | Candidat                                                 | Votes                                                    | %                                                        |
|                                                          | Républicain                                              | Bill Flores (sortant)                                    | 134 841                                                  | 56,8                                                     |
|                                                          | Démocrate                                                | Rick Kennedy                                             | 98 070                                                   | 41,3                                                     |
|                                                          | Libertarien                                              | Clark Patterson                                          | 4440                                                     | 1,9                                                      |
| Total des votes                                          | Total des votes                                          | Total des votes                                          | 237 351                                                  | 100 %                                                    |
|                                                          | Les Républicains conservent                              |                                                          |                                                          |                                                          |

### 2020
| Élection de 2020 du 17e district congressionnel du Texas | Élection de 2020 du 17e district congressionnel du Texas | Élection de 2020 du 17e district congressionnel du Texas | Élection de 2020 du 17e district congressionnel du Texas | Élection de 2020 du 17e district congressionnel du Texas |
| -------------------------------------------------------- | -------------------------------------------------------- | -------------------------------------------------------- | -------------------------------------------------------- | -------------------------------------------------------- |
| Parti                                                    | Parti                                                    | Candidat                                                 | Votes                                                    | %                                                        |
|                                                          | Républicain                                              | Pete Sessions                                            | 171 390                                                  | 55,9                                                     |
|                                                          | Démocrate                                                | Rick Kennedy                                             | 125 565                                                  | 40,92                                                    |
|                                                          | Libertarien                                              | Ted Brown                                                | 9918                                                     | 3,2                                                      |
| Total des votes                                          | Total des votes                                          | Total des votes                                          | 306 873                                                  | 100 %                                                    |
|                                                          | Les Républicains conservent                              |                                                          |                                                          |                                                          |

### 2022
| Primaire Républicaine de 2022 du 17e district congressionnel du Texas | Primaire Républicaine de 2022 du 17e district congressionnel du Texas | Primaire Républicaine de 2022 du 17e district congressionnel du Texas | Primaire Républicaine de 2022 du 17e district congressionnel du Texas | Primaire Républicaine de 2022 du 17e district congressionnel du Texas |
| --------------------------------------------------------------------- | --------------------------------------------------------------------- | --------------------------------------------------------------------- | --------------------------------------------------------------------- | --------------------------------------------------------------------- |
| Parti                                                                 | Parti                                                                 | Candidat                                                              | Votes                                                                 | %                                                                     |
|                                                                       | Républicain                                                           | Pete Sessions (sortant)                                               | 48 222                                                                | 69,9                                                                  |
|                                                                       | Républicain                                                           | Jason Nelson                                                          | 8371                                                                  | 12,1                                                                  |
|                                                                       | Républicain                                                           | Paulette Carson                                                       | 7246                                                                  | 10,5                                                                  |
|                                                                       | Républicain                                                           | Robert Rosenberger                                                    | 5100                                                                  | 7,4                                                                   |

| Primaire Démocrate de 2022 du 17e district congressionnel du Texas | Primaire Démocrate de 2022 du 17e district congressionnel du Texas | Primaire Démocrate de 2022 du 17e district congressionnel du Texas | Primaire Démocrate de 2022 du 17e district congressionnel du Texas | Primaire Démocrate de 2022 du 17e district congressionnel du Texas |
| ------------------------------------------------------------------ | ------------------------------------------------------------------ | ------------------------------------------------------------------ | ------------------------------------------------------------------ | ------------------------------------------------------------------ |
| Parti                                                              | Parti                                                              | Candidat                                                           | Votes                                                              | %                                                                  |
|                                                                    | Démocrate                                                          | Mary Jo Woods                                                      | 17 085                                                             | 100%                                                               |

| Élection de 2022 du 17e district congressionnel du Texas | Élection de 2022 du 17e district congressionnel du Texas | Élection de 2022 du 17e district congressionnel du Texas | Élection de 2022 du 17e district congressionnel du Texas | Élection de 2022 du 17e district congressionnel du Texas |
| -------------------------------------------------------- | -------------------------------------------------------- | -------------------------------------------------------- | -------------------------------------------------------- | -------------------------------------------------------- |
| Parti                                                    | Parti                                                    | Candidat                                                 | Votes                                                    | %                                                        |
|                                                          | Républicain                                              | Pete Sessions (sortant)                                  | 144 408                                                  | 66,5                                                     |
|                                                          | Démocrate                                                | Mary Jo Woods                                            | 72 801                                                   | 33,5                                                     |
| Total des votes                                          | Total des votes                                          | Total des votes                                          | 217 209                                                  | 100 %                                                    |
|                                                          | Les Républicains conservent                              |                                                          |                                                          |                                                          |

### 2024
| Primaire Républicaine de 2024 du 17e district congressionnel du Texas | Primaire Républicaine de 2024 du 17e district congressionnel du Texas | Primaire Républicaine de 2024 du 17e district congressionnel du Texas | Primaire Républicaine de 2024 du 17e district congressionnel du Texas | Primaire Républicaine de 2024 du 17e district congressionnel du Texas |
| --------------------------------------------------------------------- | --------------------------------------------------------------------- | --------------------------------------------------------------------- | --------------------------------------------------------------------- | --------------------------------------------------------------------- |
| Parti                                                                 | Parti                                                                 | Candidat                                                              | Votes                                                                 | %                                                                     |
|                                                                       | Républicain                                                           | Pete Sessions (sortant)                                               | 67 798                                                                | 84,9                                                                  |
|                                                                       | Républicain                                                           | Joseph T. Langone                                                     | 12 052                                                                | 15,1                                                                  |

| Primaire Démocrate de 2024 du 17e district congressionnel du Texas | Primaire Démocrate de 2024 du 17e district congressionnel du Texas | Primaire Démocrate de 2024 du 17e district congressionnel du Texas | Primaire Démocrate de 2024 du 17e district congressionnel du Texas | Primaire Démocrate de 2024 du 17e district congressionnel du Texas |
| ------------------------------------------------------------------ | ------------------------------------------------------------------ | ------------------------------------------------------------------ | ------------------------------------------------------------------ | ------------------------------------------------------------------ |
| Parti                                                              | Parti                                                              | Candidat                                                           | Votes                                                              | %                                                                  |
|                                                                    | Démocrate                                                          | Mark Lorenzen                                                      | 13 925                                                             | 100%                                                               |

| Élection de 2024 du 17e district congressionnel du Texas | Élection de 2024 du 17e district congressionnel du Texas | Élection de 2024 du 17e district congressionnel du Texas | Élection de 2024 du 17e district congressionnel du Texas | Élection de 2024 du 17e district congressionnel du Texas |
| -------------------------------------------------------- | -------------------------------------------------------- | -------------------------------------------------------- | -------------------------------------------------------- | -------------------------------------------------------- |
| Parti                                                    | Parti                                                    | Candidat                                                 | Votes                                                    | %                                                        |
|                                                          | Républicain                                              | Pete Sessions (sortant)                                  | 193 101                                                  | 66,35                                                    |
|                                                          | Démocrate                                                | Mark Lorenzen                                            | 97 941                                                   | 33,65                                                    |
| Total des votes                                          | Total des votes                                          | Total des votes                                          | 291 042                                                  | 100 %                                                    |
|                                                          |                                                          |                                                          |                                                          |                                                          |